# 香港抗戰及海防博物館

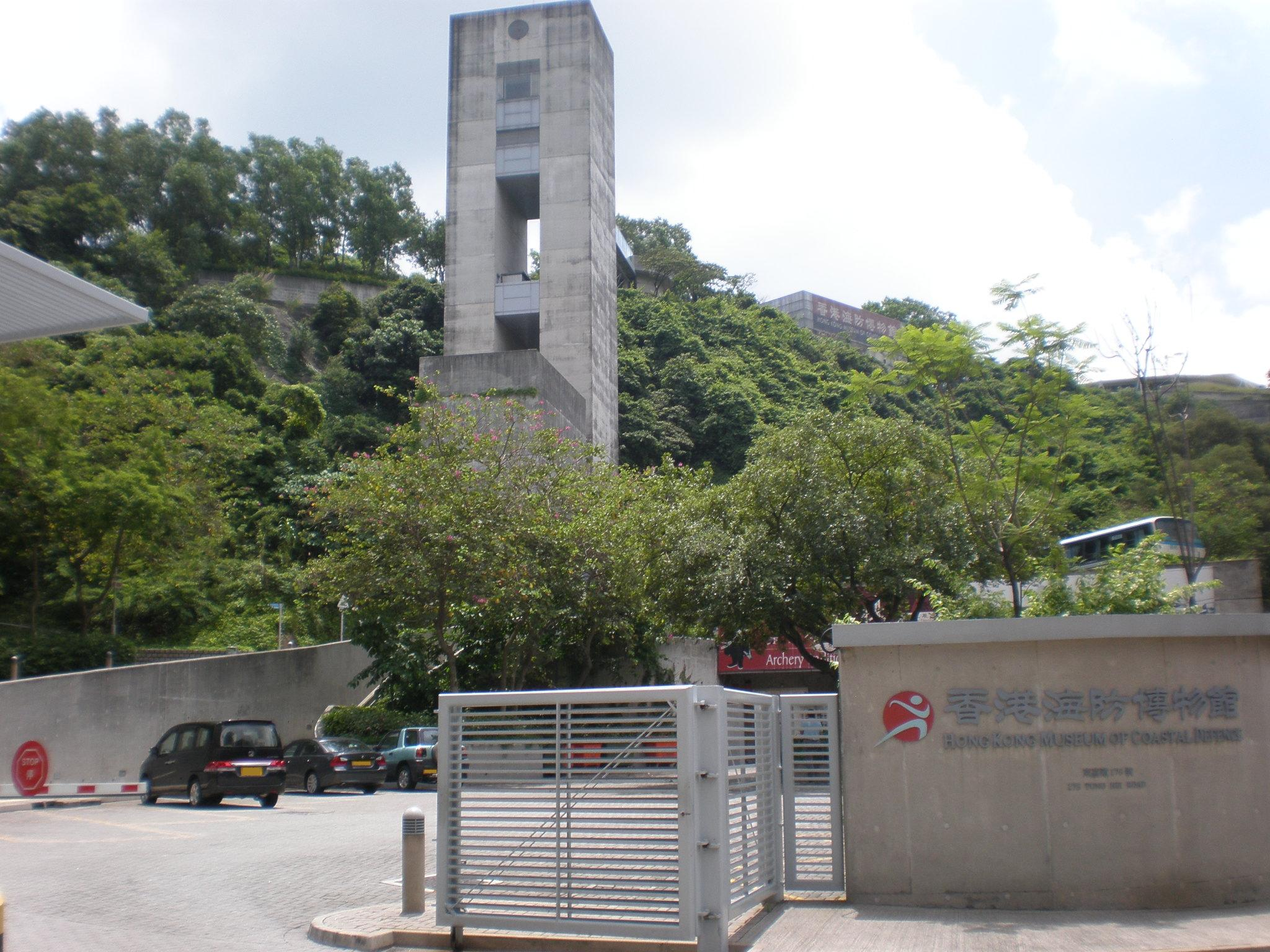
香港抗戰及海防博物館的入口，圖中高聳的建築物是連接地面入口與山上帳幕展廳的升降機塔

香港抗戰及海防博物館（英語：Hong Kong Museum of the War of Resistance and Coastal Defence），舊稱香港海防博物館（英語：Hong Kong Museum of Coastal Defence），位於香港東區筲箕灣東喜道175至177號，全館面積約34,200平方米，是香港歷史博物館分館之一，由康樂及文化事務署管理，是由超過一百年歷史的舊鯉魚門炮台改建而成。該博物館于2024年9月3日更名為「抗戰及海防博物館」。

## 歷史

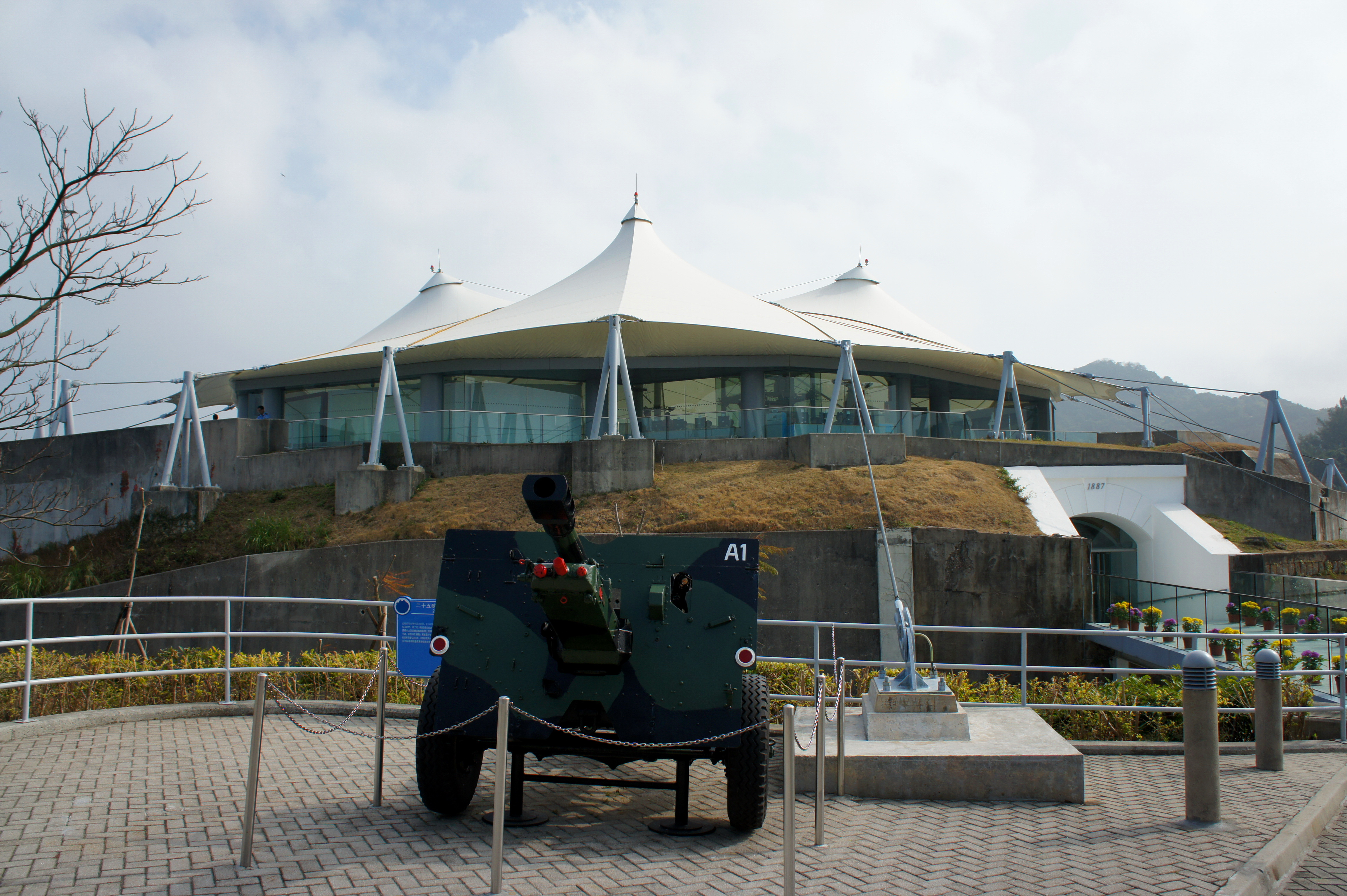
英國皇家兵工廠製作的QF 25磅榴彈炮，後方的帳幕是地下堡壘展廳

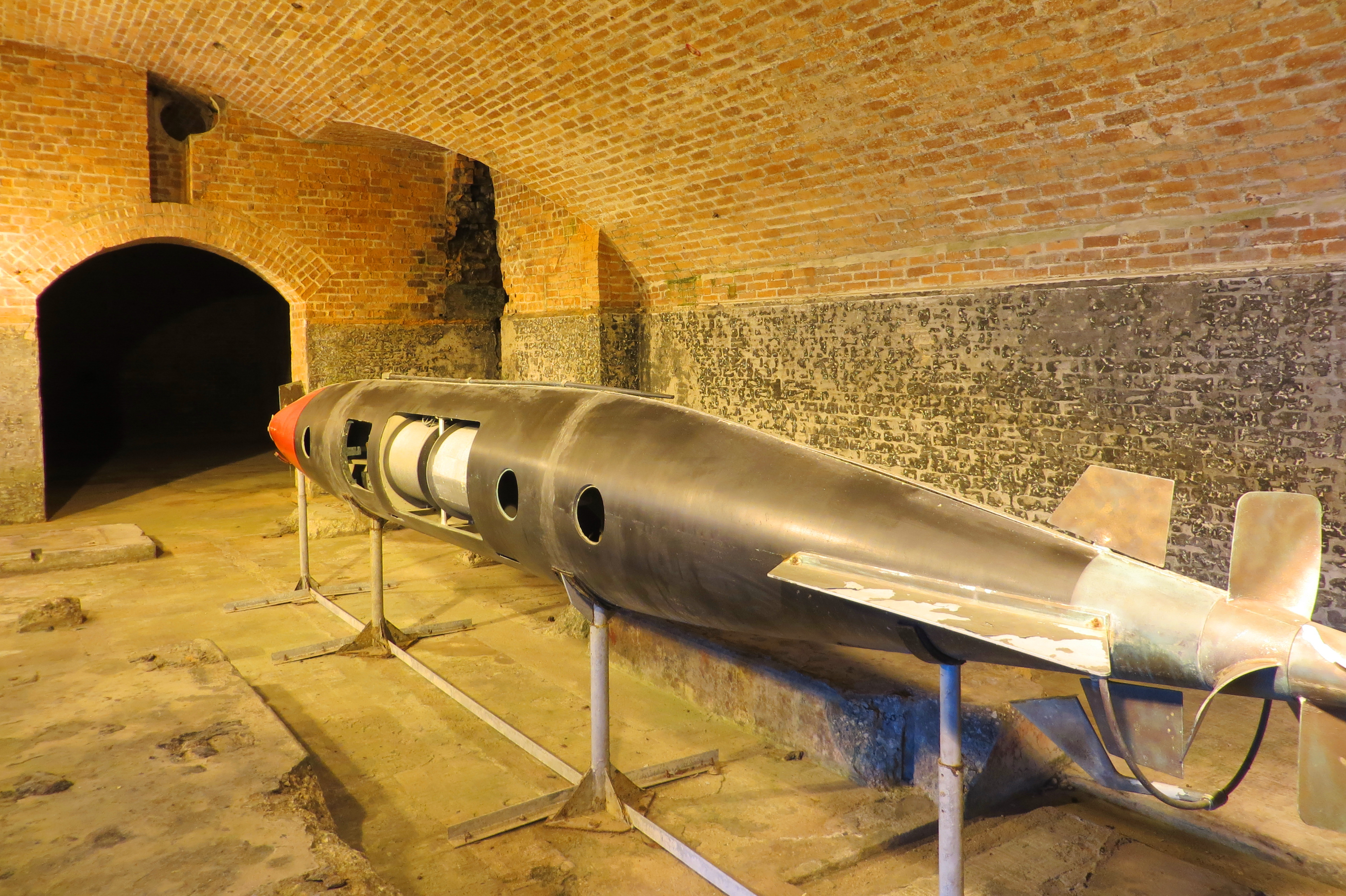
面向鯉魚門水道的布倫南魚雷發射站

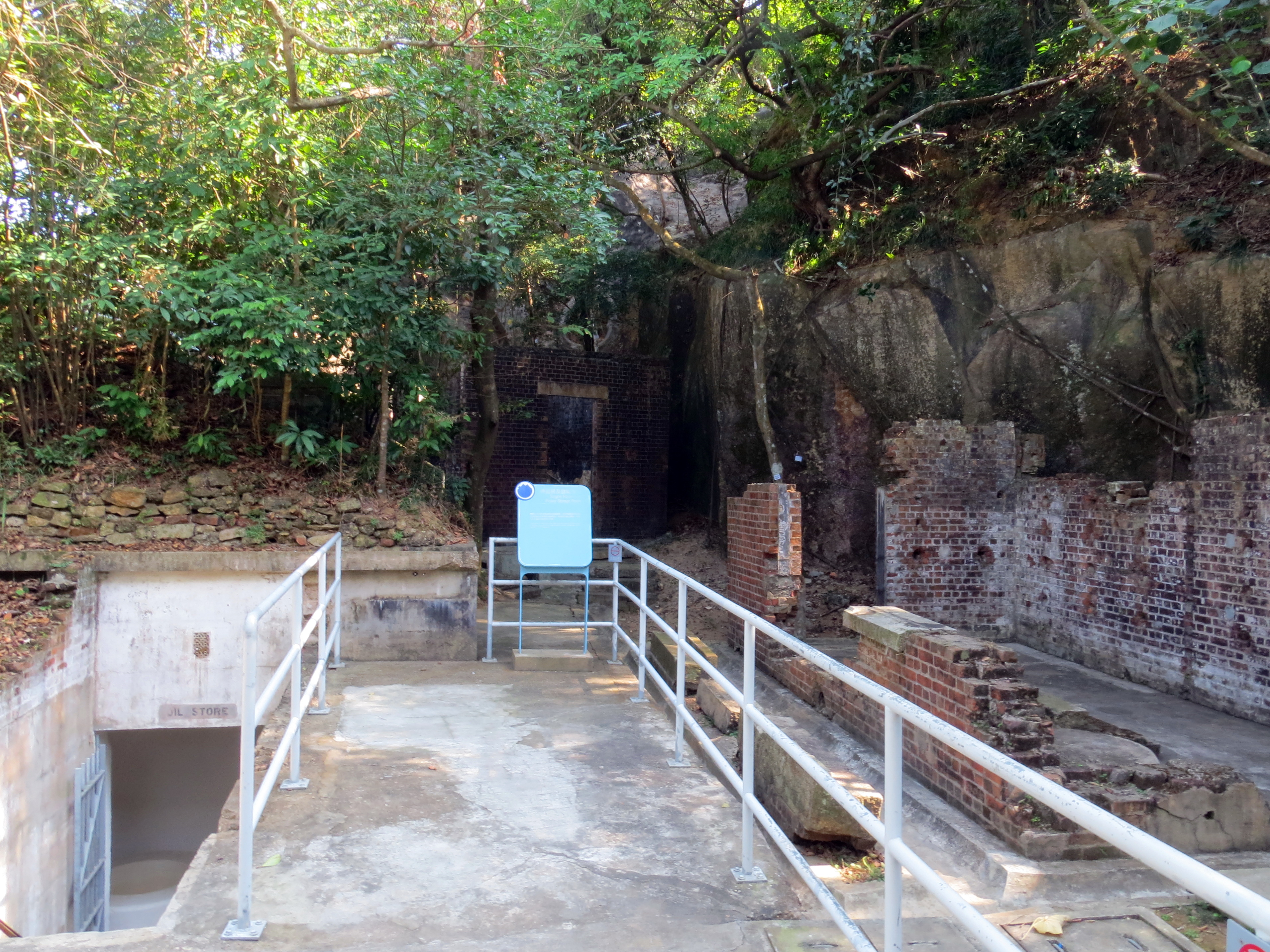
機器房和儲電機房的遺址，左下方為儲油室的入口

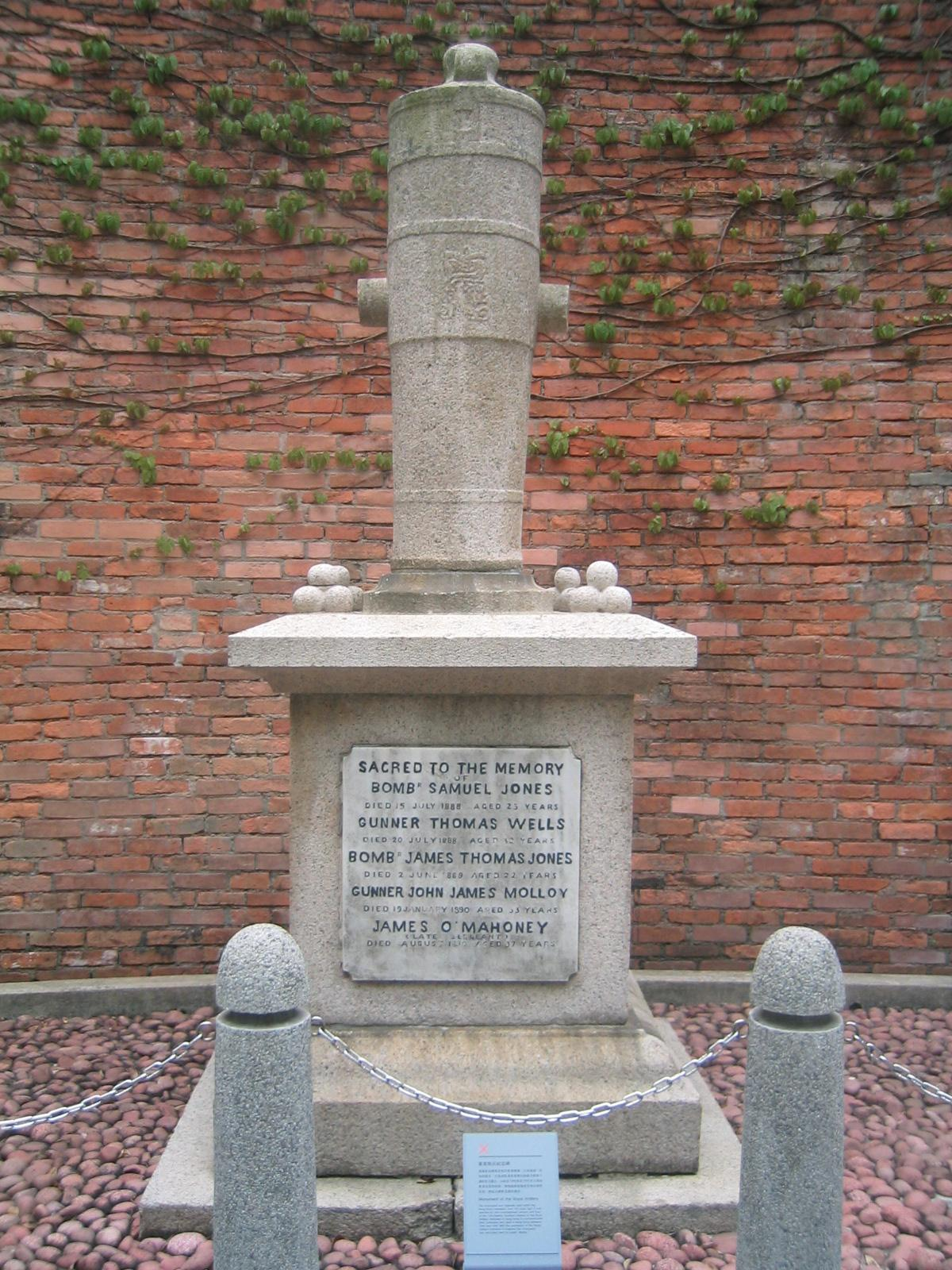
在舊火藥試驗場展示的紀念碑

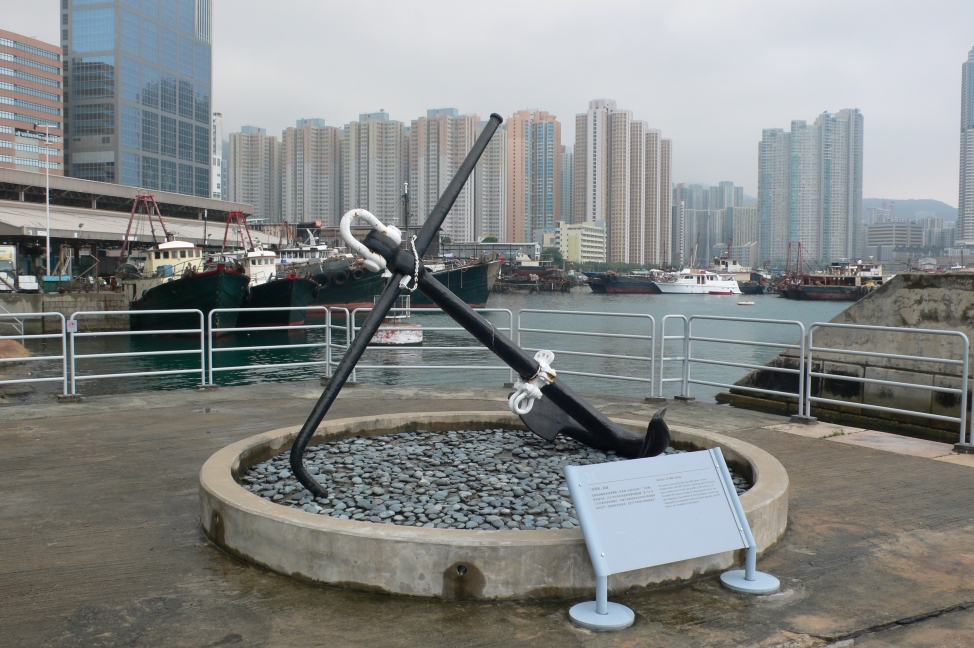
船錨（有傳是來自添馬艦，但傳說的真確性則備受質疑）

### 興建計劃
鯉魚門地區控制維多利亞港東面入口，位居要衝。英軍早於1844年便在水道南岸的西灣地區（即現在的柴灣）修築兵營，但當時的柴灣仍是未開墾的山區林地，英軍又不適應香港夏季炎熱潮濕的氣候，所以很多兵員患病，亦曾經爆發疫症導致不少人員病死，該兵營遂被棄置。在其後的四十年間，英軍雖曾多次計劃在鯉魚門興建炮台加強對維多利亞港的防衛，但都遲遲未有落實執行。直至1885年，由於法國及俄羅斯在東亞地區大舉擴張勢力，為防禦兩國對香港的威脅，英軍於是落實在鯉魚門水道南面的岬角修築鯉魚門炮台，以及保護炮台的碉堡及營房，使鯉魚門的防衛設施成為防衛香港島東部的要塞。

### 建築工程
建築在岬角頂部的堡壘是整個炮台防衛體系的核心，由英國皇家工程兵設計和建造。堡壘主要以明挖方式興建，首先從鯉魚門岬角的最高點挖走面積達7,000平方米的泥土，然後以鋼筋水泥建造18個地下室，闢作士兵營房、彈藥庫、炮彈裝配室及煤倉等設施，再將泥土填回令堡壘完全隱閉起來。
堡壘的中央設有露天廣場，供士兵集散之用，堡壘四周建有防守用的壕溝。堡壘內配備兩門「隱沒式」6吋口徑後裝海岸炮，這款火炮每次發射後，炮架可將炮身收回地下室供人員裝彈。在堡壘以下的山腰，朝向鯉魚門海岸的北面，由東至西築有中央炮台及西炮台，並建有地下彈藥庫和炮彈裝配室供各炮位使用，附近亦建有防衛用的碉堡，各項設施均有地下通道互相連接。堡壘、中央炮台及西炮台的建築工程於1887完成。英軍其後在山腳，位處鯉魚門岸邊的岬角修築渡口炮台，防範小型船艦及快艇對炮台展開突擊，或者突破炮台對鯉魚門的封鎖。1890年，英軍更在岬角海邊建成布倫南魚雷發射站，使這座要塞配備有當時世界上最具威力的水下武器。
在鯉魚門炮台及堡壘完工後，英軍又在附近修築西灣炮台及白沙灣炮台，並且持續在堡壘南面的西灣山土地興建多項設施至1939年，這些設施包括營房、操練場、已婚人員宿舍、行政大樓及教堂等，將該處擴建為設施完善的鯉魚門軍營。不過直至1930年代，香港都未有遭遇外國軍事入侵，在鯉魚門設置的武器設施也未有機會被動用，而隨著武器技術的發展及香港防衛計劃的轉變，新建或經改進的防衛設施如赤柱炮台及摩星嶺要塞等亦陸續落成，鯉魚門炮台對香港海防的重要性已有所減退，但鯉魚門軍營仍是英軍當時在香港島東部的重要駐地。

### 二戰炮火
在1941年12月8日，日軍從深圳越過邊界入侵香港，九龍於12月12日被日軍攻佔後，在香港島的守軍立即加強鯉魚門的防禦，防止集結在九龍半島的日軍在維多利亞港最窄處的鯉魚門渡海登陸香港島。日軍之後從九龍炮轟香港島，又多次派出突擊隊嘗試在香港島搶灘登陸，但都被守軍擊退。雙方連日隔海炮戰後，北角油庫中彈起火冒出大量濃煙，日軍於是趁守軍的觀察視野受阻，在12月18日大舉渡海並在鯉魚門軍營西面的筲箕灣譚公廟一帶成功登岸，日軍登陸後隨即對鯉魚門軍營展開強攻，隨著第二梯隊的日軍抵達，雙方實力逐漸懸殊，鯉魚門堡壘於12月19日被日軍攻佔。

### 停用及改建博物館
1945年9月香港重光後，鯉魚門軍營已不再是戰略重地，英軍主要將軍營作為操練場及住宿用途。1986年8月，東區走廊第三期工程展開，目的是要將柴灣連上高速公路，快速公路需要在軍營中間穿過，以便將東區走廊從筲箕灣延伸到柴灣。為配合1997年香港主權移交，駐港英軍的規模將陸續縮減，因此英軍於1987年撤出鯉魚門軍營，將軍營移交給香港政府規劃發展，其中位處東區走廊南面的營房建築、辦公樓和操練場等設施和用地曾擬興建公屋，但後來被規劃為鯉魚門公園及度假村，並於1988年開放使用。
鑑於鯉魚門炮台的歷史價值及建築特色，前市政局於1993年決定將之修復，並改建成一所以香港軍事防衛歷史為主題的博物館。整項計劃耗資約3億港元，由建築署設計及興建，其建築設計曾於2000年榮獲香港建築師學會周年大獎——銀等獎，與及綠化都市顯才華銀等獎——綠化效果。香港海防博物館於2000年7月25日正式開放予市民參觀，同年8月31日正式舉行開幕禮。

### 翻新工程
2018年9月16日，堡壘展廳的帳蓬天幕在颱風山竹吹襲期間穿破，部分展覽設施也有損壞，而歷史文物則沒有損失，已移送到倉庫存放。博物館須要閉館維修，並會一併進行原訂於2019上半年閉館進行的設施翻新工程。
基於堡壘展廳的帳蓬天幕受颱風山竹吹襲破損，康文署決定自2018年9月17日起閉館，並提前進行翻新工程，於2022年11月24日重開，並於前一天舉辦重開典禮。翻新後設11個展覽廳，包括歷代防務建置、軍事佈局、海港設施、抗日戰爭歷史、多元族裔軍人在港服役的故事，以及中國人民解放軍駐香港部隊等，並全新常設展覽「香港海防故事」，加強展示日軍侵港、香港保衛戰等內容。同時設「鯉魚門炮台」及專題展覽廳「昔日軍人與社會」，而維修天幕耗資約1800萬元。昔日3個「英治時期」展廳亦在翻新後消失。
獨立媒體記者發現第二展廳「不平等條約與香港割佔」沒有使用「殖民地」字眼，改用「殖民管治」。
2022年11月8日，康樂及文化事務署宣布博物館已完成大型更新工程，將於同年11月24日起重新開放予公眾免費入場參觀。更新工程展廳數目由2個增至4個，在堡壘內設立全新常設展覽「香港海防故事」。而「日本侵華」相關展廳增至4個。
2023年10月25日，時任行政長官李家超發表新份《施政報告》，並預定將在2024年9月3日將香港海防博物館改設成香港抗戰及海防博物館，由原本介紹香港防務歷史改為重點宣傳中共在中國抗日戰爭的貢獻，並規劃將於深圳市文物局合作進行展覽。

## 設施
香港抗戰及海防博物館主要由三個區域組成，包括接待大樓、堡壘及古蹟徑。博物館的主要室內展區位於岬角頂部的堡壘內，堡壘中央設有一個露天廣場，經改建後的堡壘上方設有大型帳篷天幕，令露天廣場成為自然採光充足的戶內建築部分，並提供空氣調節，這個獨一無二的建築設計，令遊客可在舒適的環境下穿梭不同營房改建的展廳。
堡壘內的不同展廳，分別展覽香港在不同年代的防衛歷史。
香港抗戰及海防博物館展出的藏品多達400餘件，全部均與香港的防衛歷史有關，包括不同年代的槍械、大炮、炮彈、坦克、魚雷、手提武器、軍服、紡織品及勳章等。除了屬於香港歷史博物館的展品外，另有超過29件珍貴文物是從中国内地及香港文博單位借出展覽。

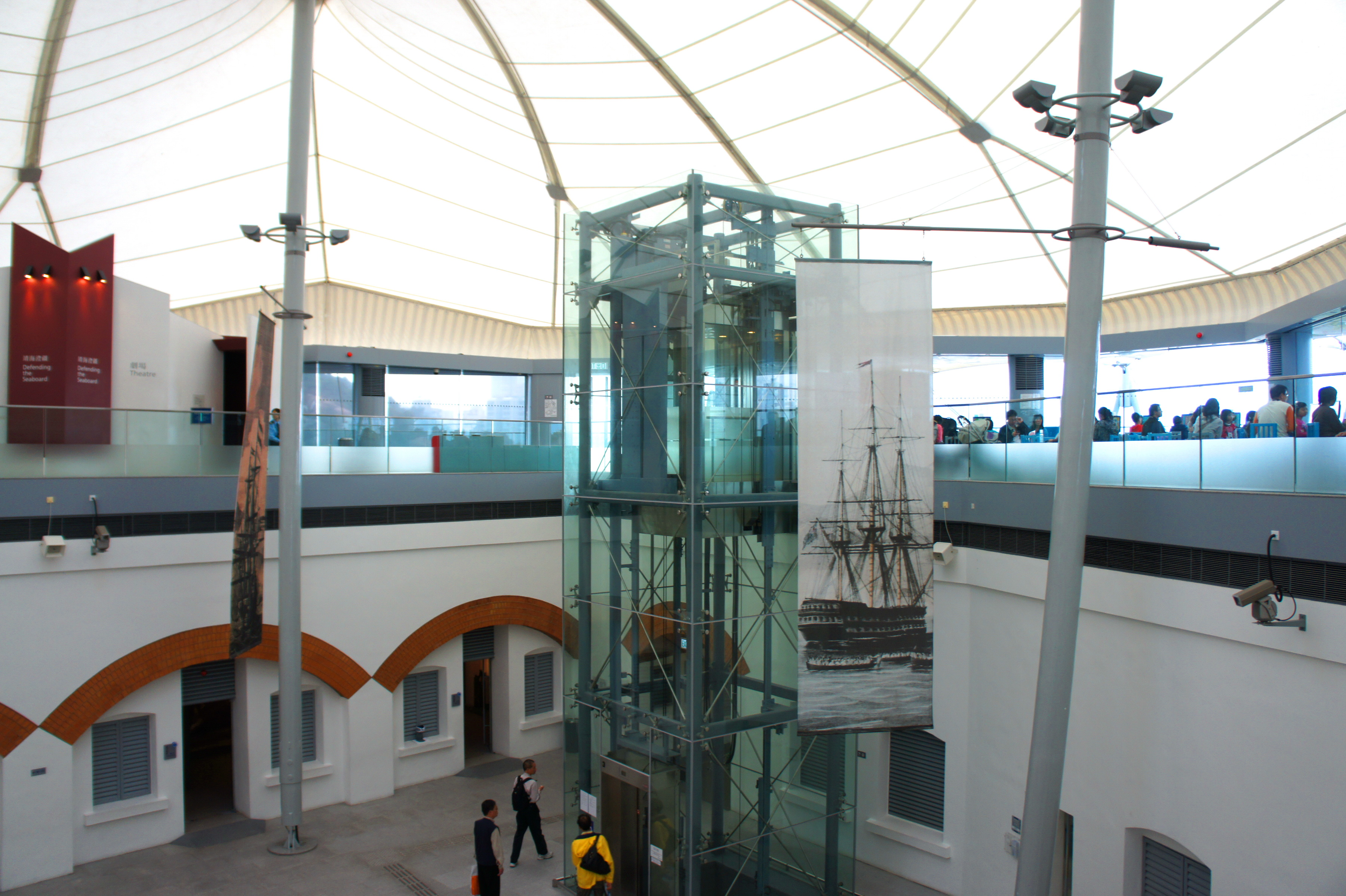
堡壘展覽廳。下層為常設展覽廳，上層為專題展覽廳及兒童角（右方）
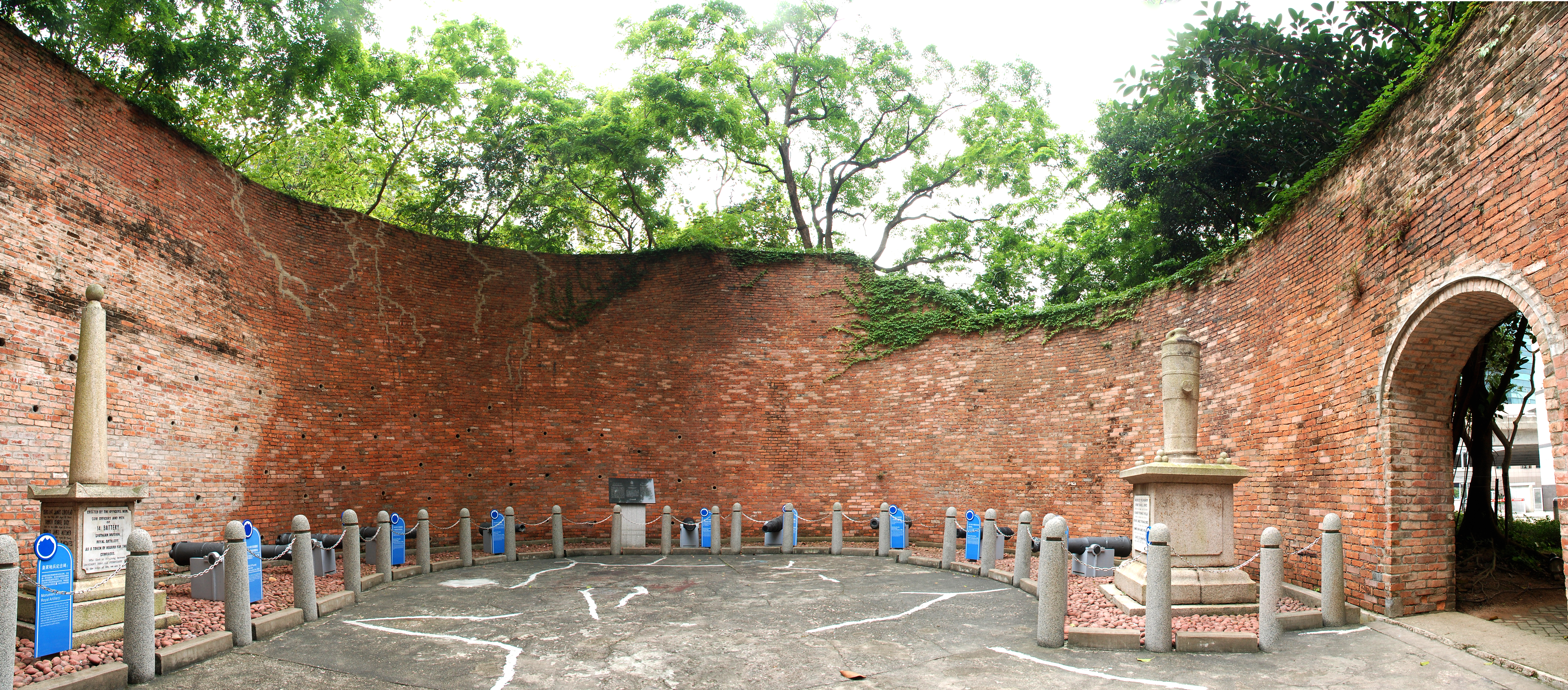
中央炮台
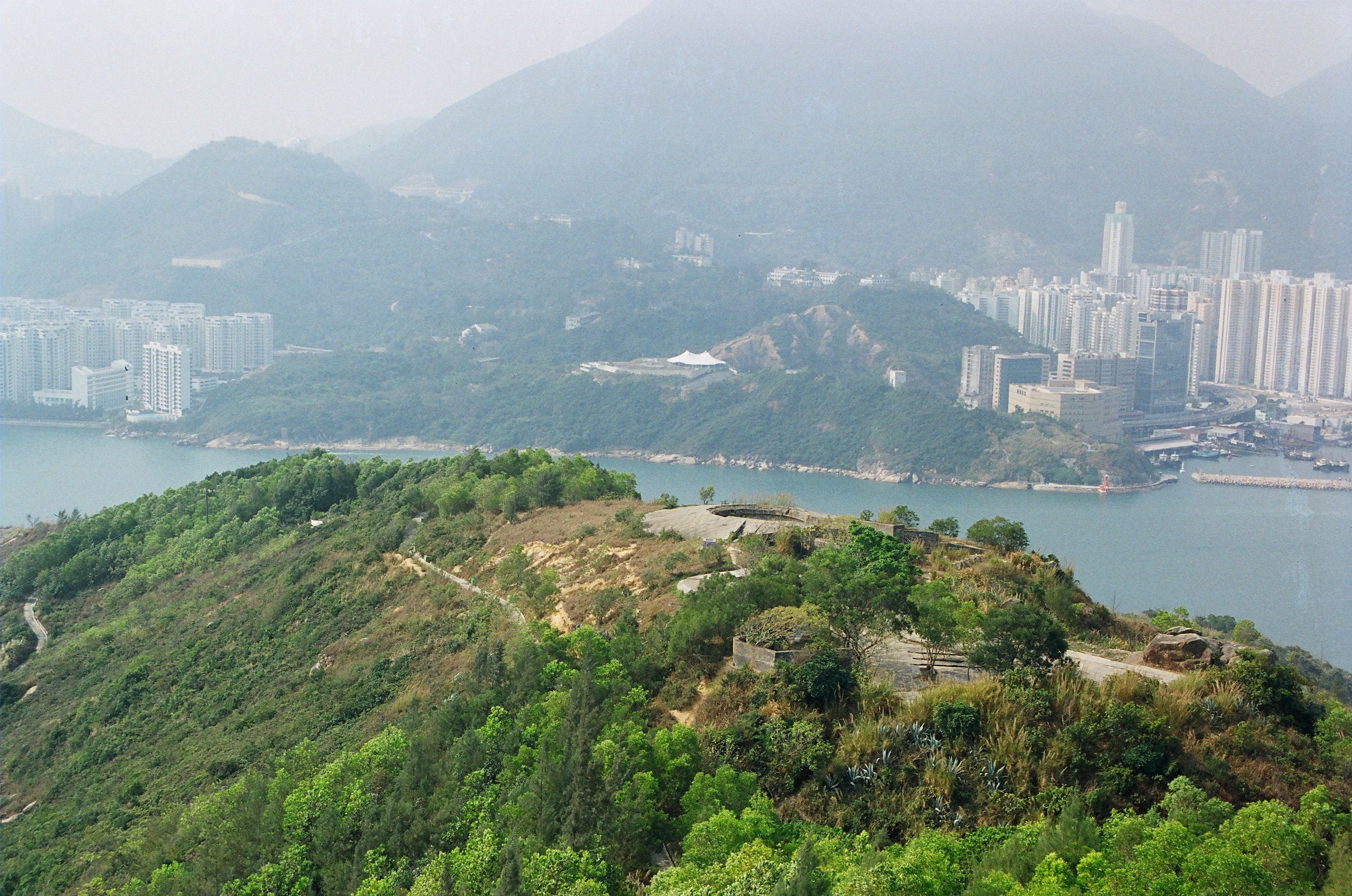
遠眺西灣炮台
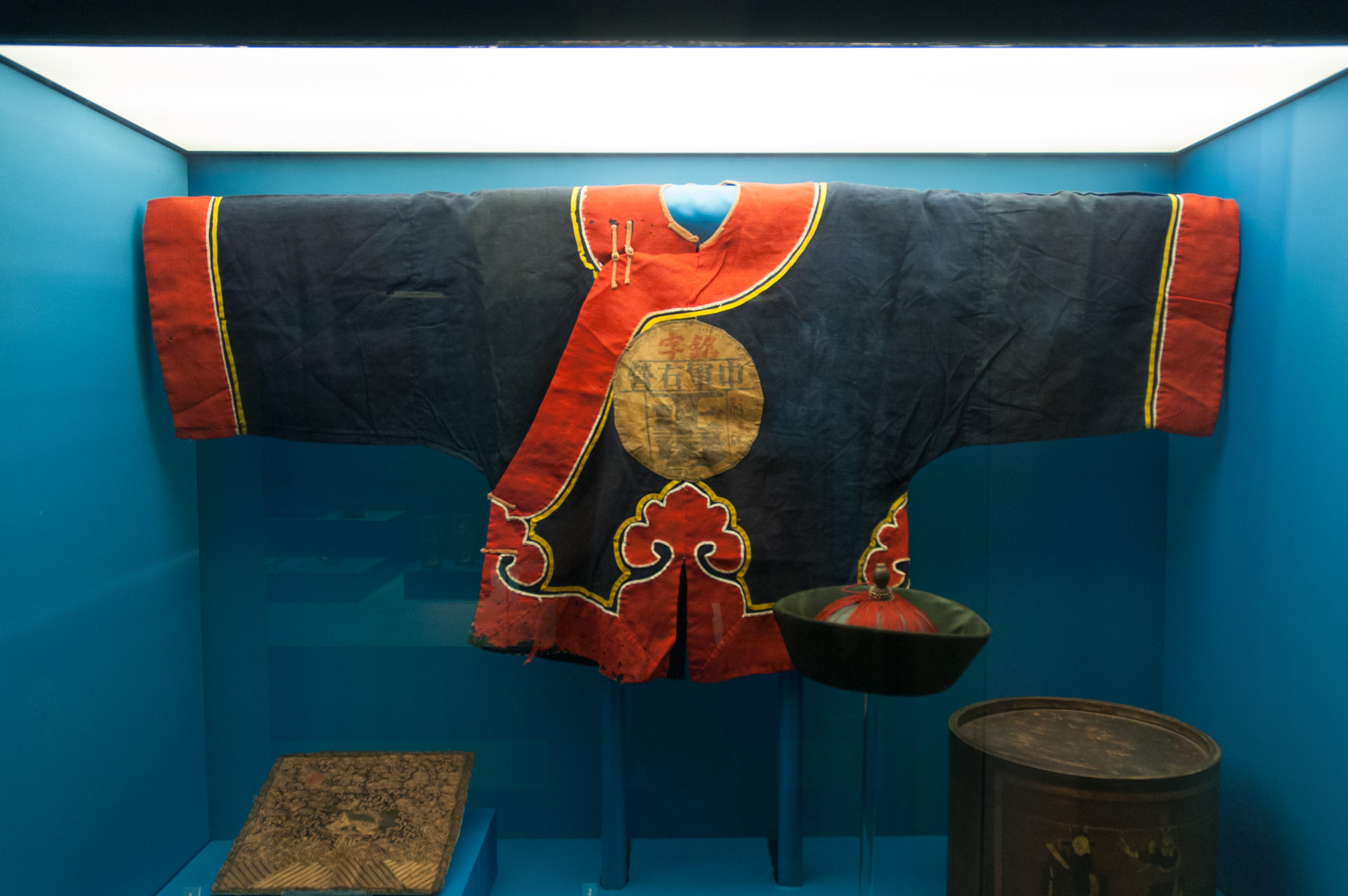
清軍軍服
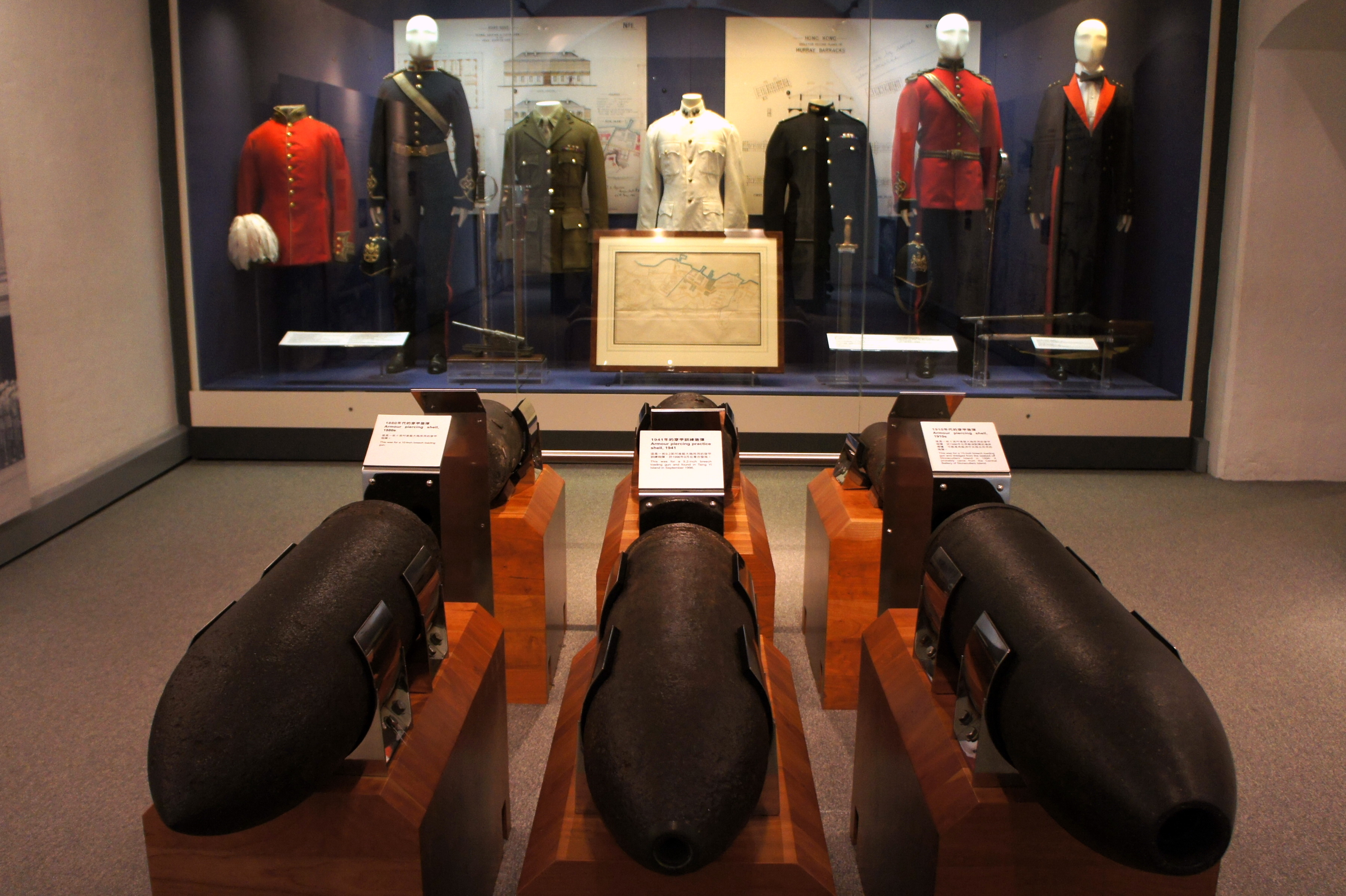
六號展廳（英治時期，1861－1941）陳列在香港出土的7吋阿姆斯特朗大炮（英语：RBL 7 inch Armstrong gun）炮彈及英軍制服
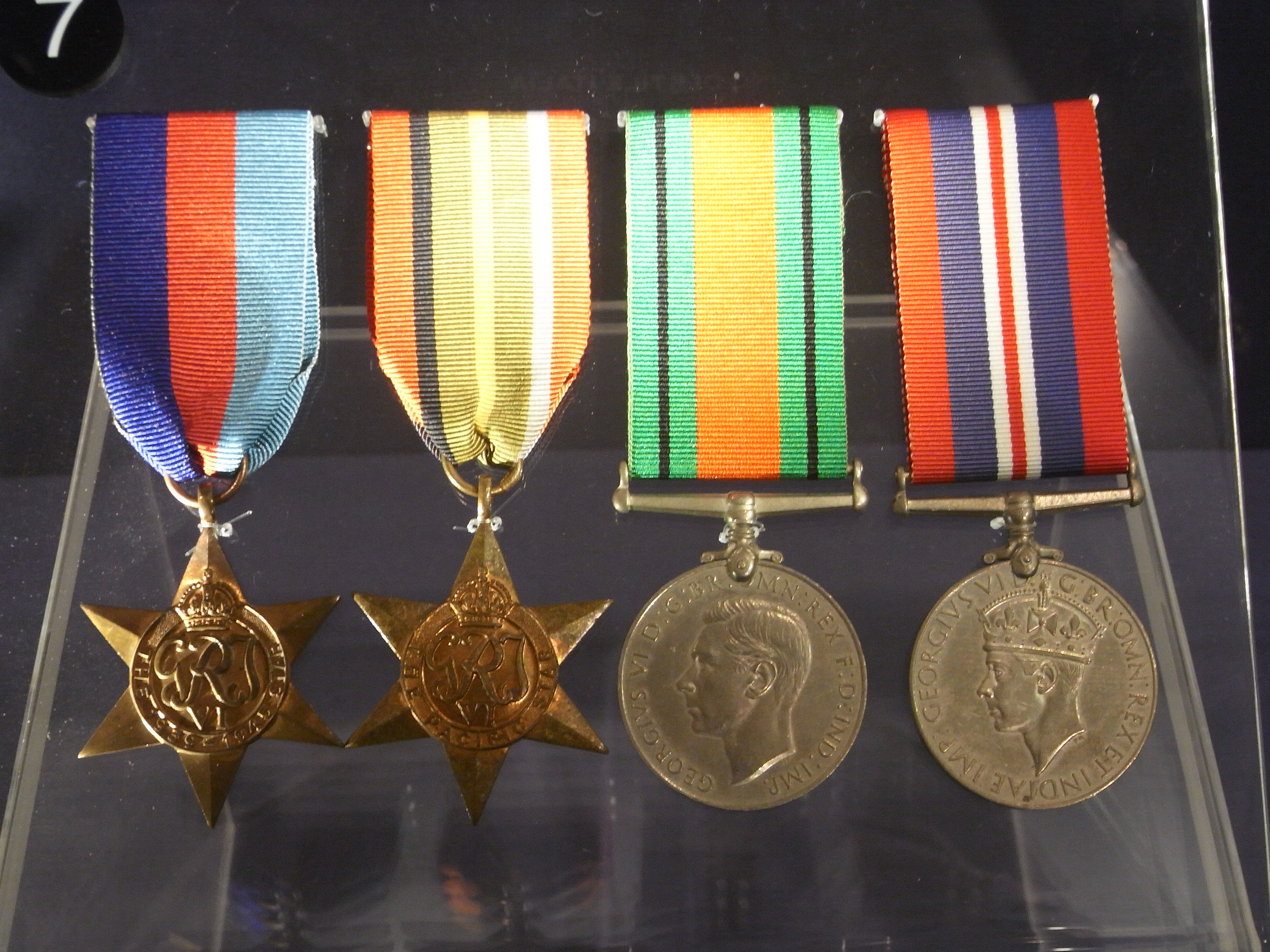
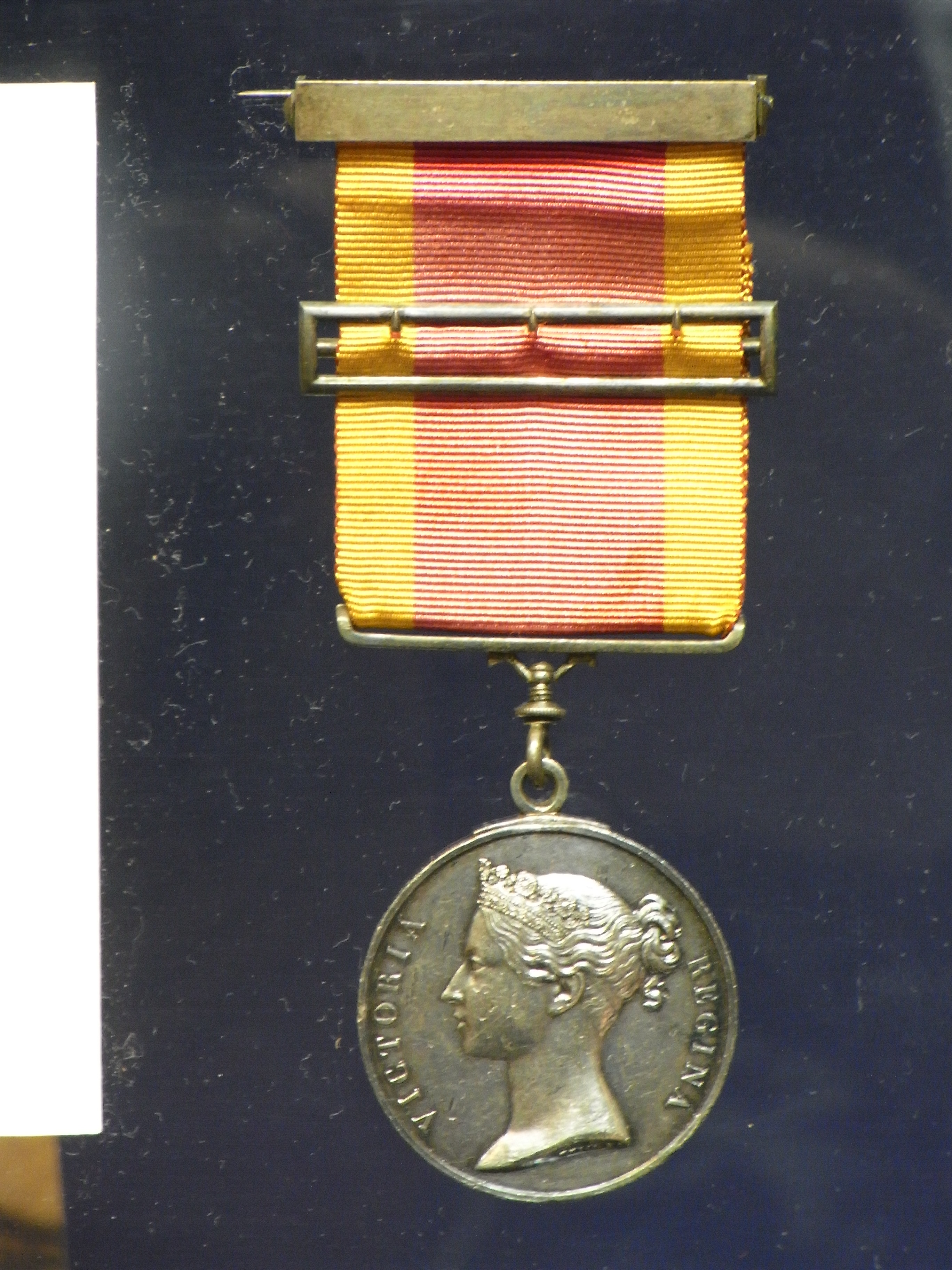
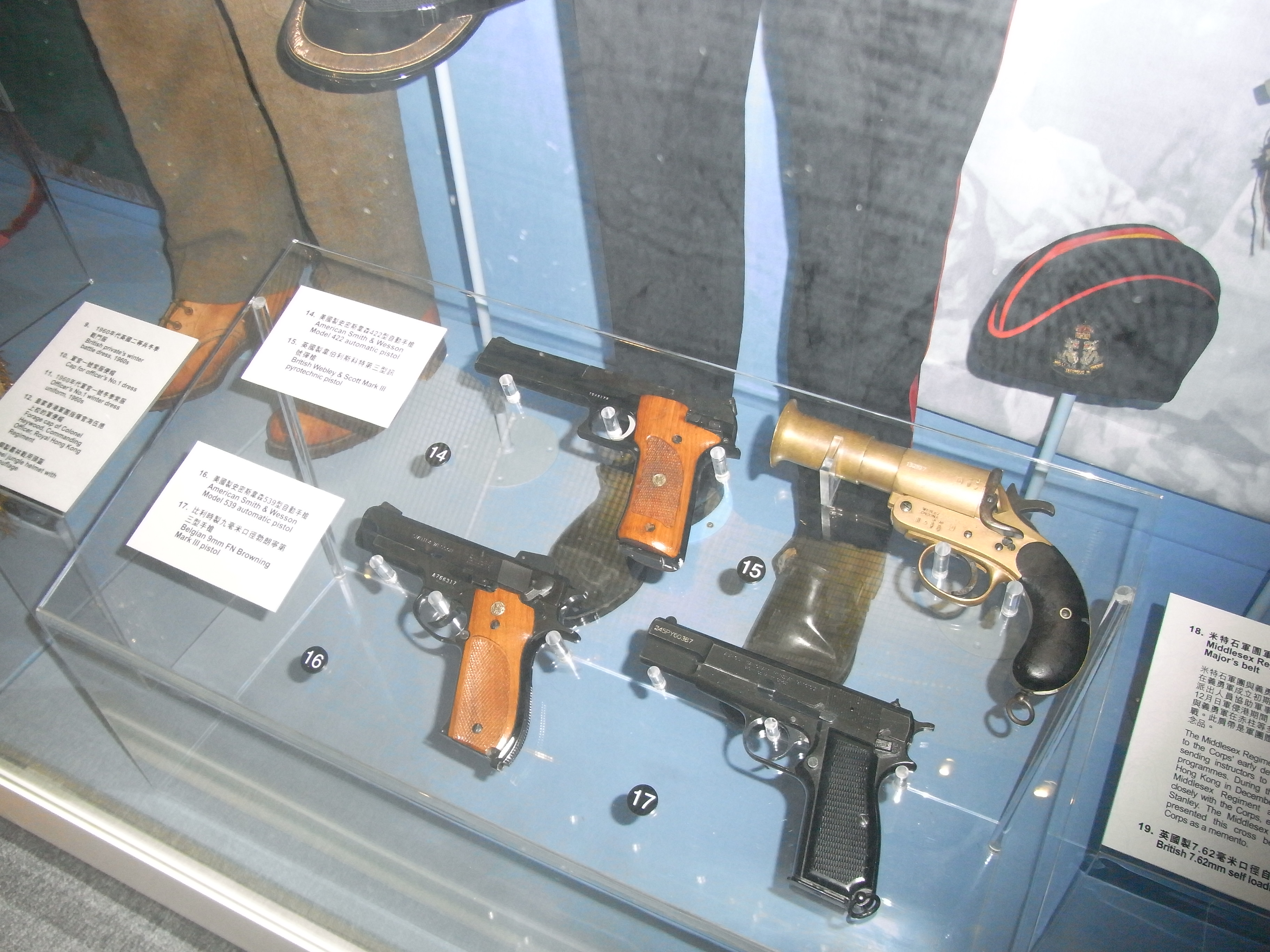
史密斯威森422型半自動手槍（英语：Smith & Wesson Model 422）、信號槍、史密斯威森M39手槍與白朗寧大威力半自動手槍
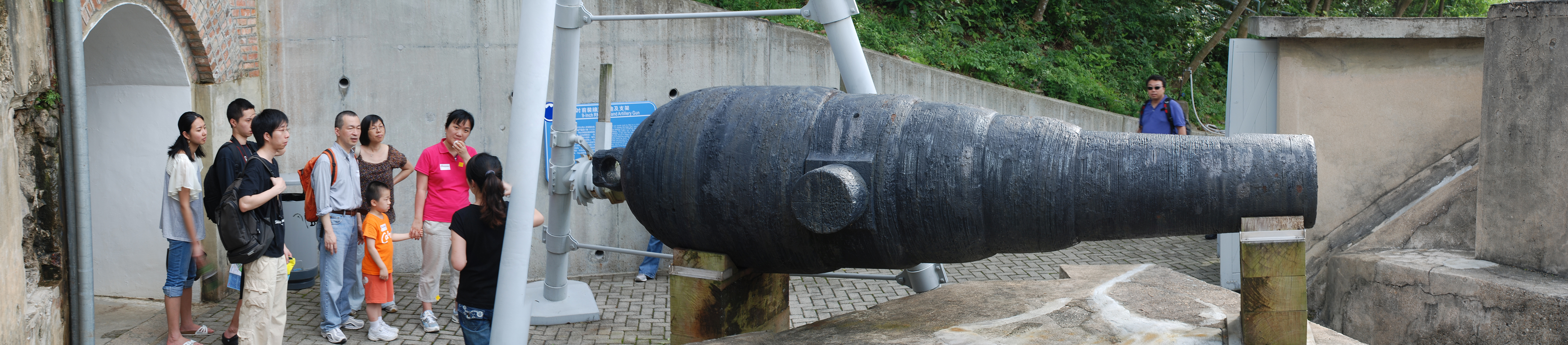
在西炮台展示的7吋阿姆斯特朗大炮（英语：RBL 7 inch Armstrong gun）
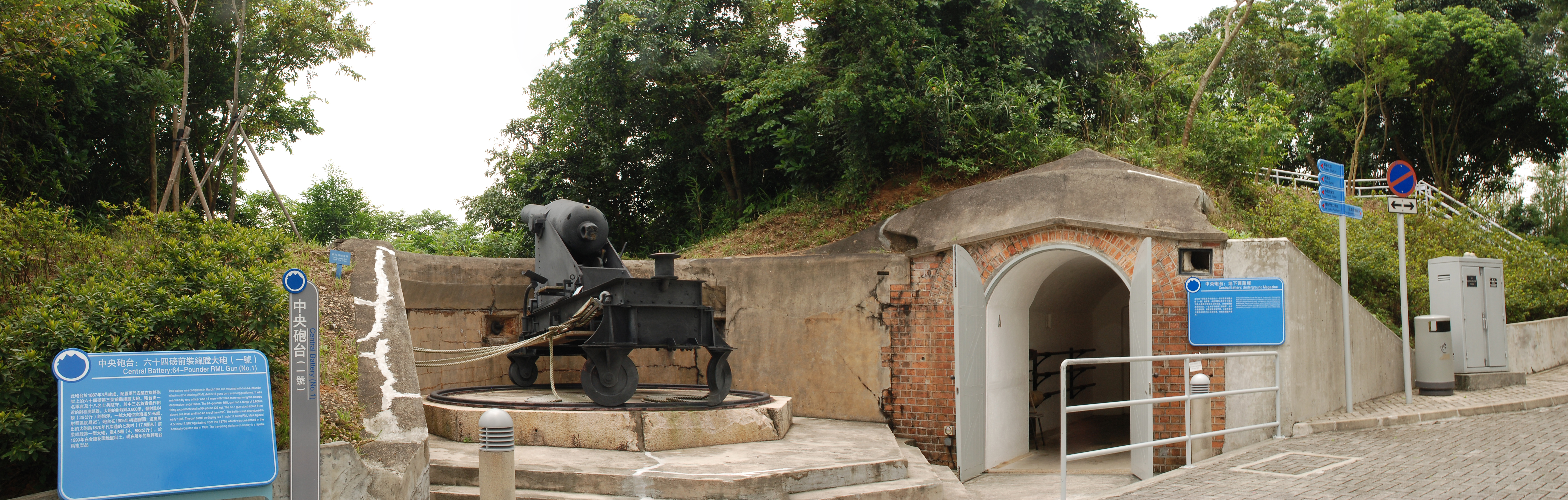
在中央炮台展示的7吋阿姆斯特朗大炮（英语：RBL 7 inch Armstrong gun）
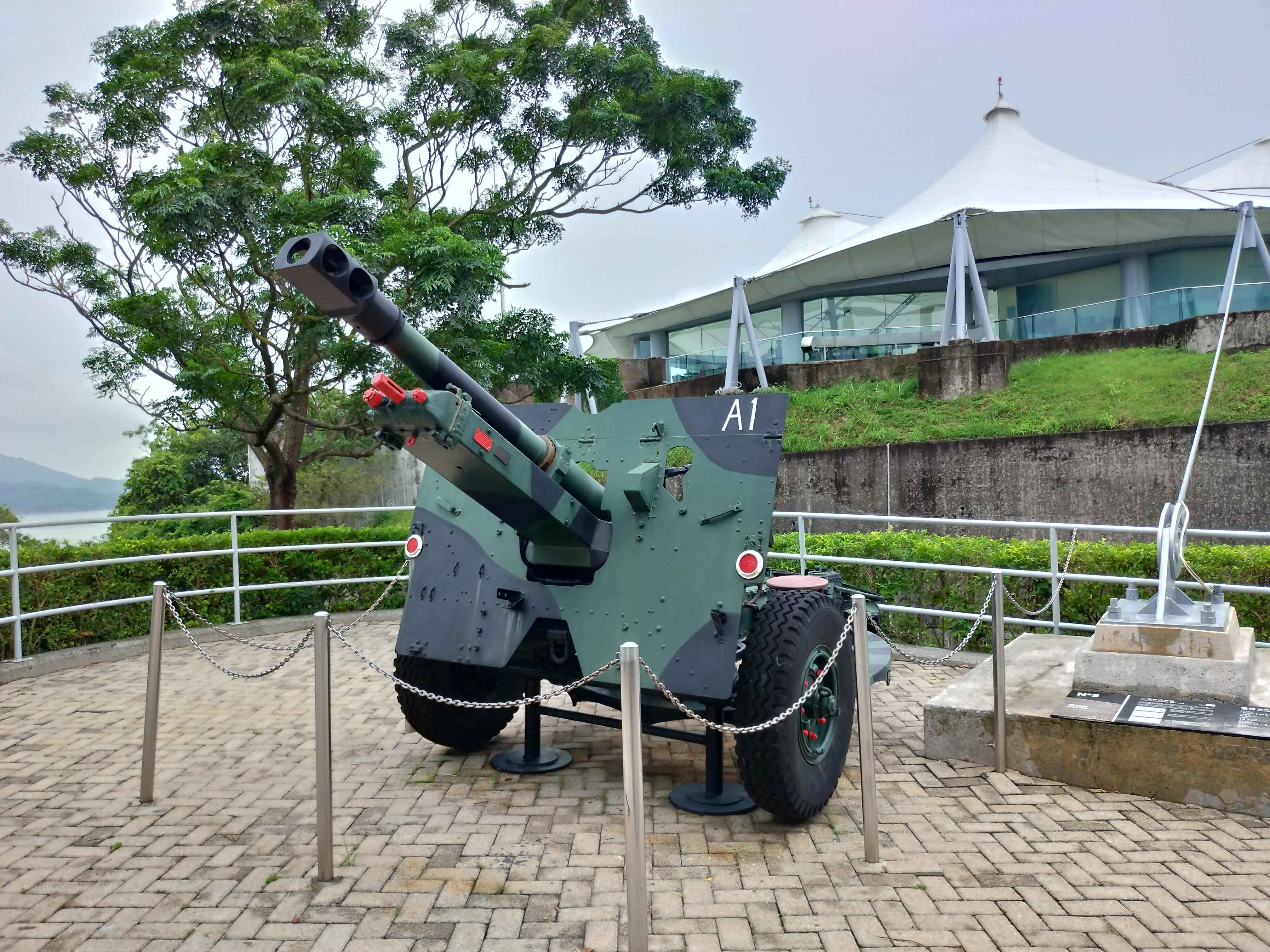
在戶外展示的QF 25磅榴彈炮
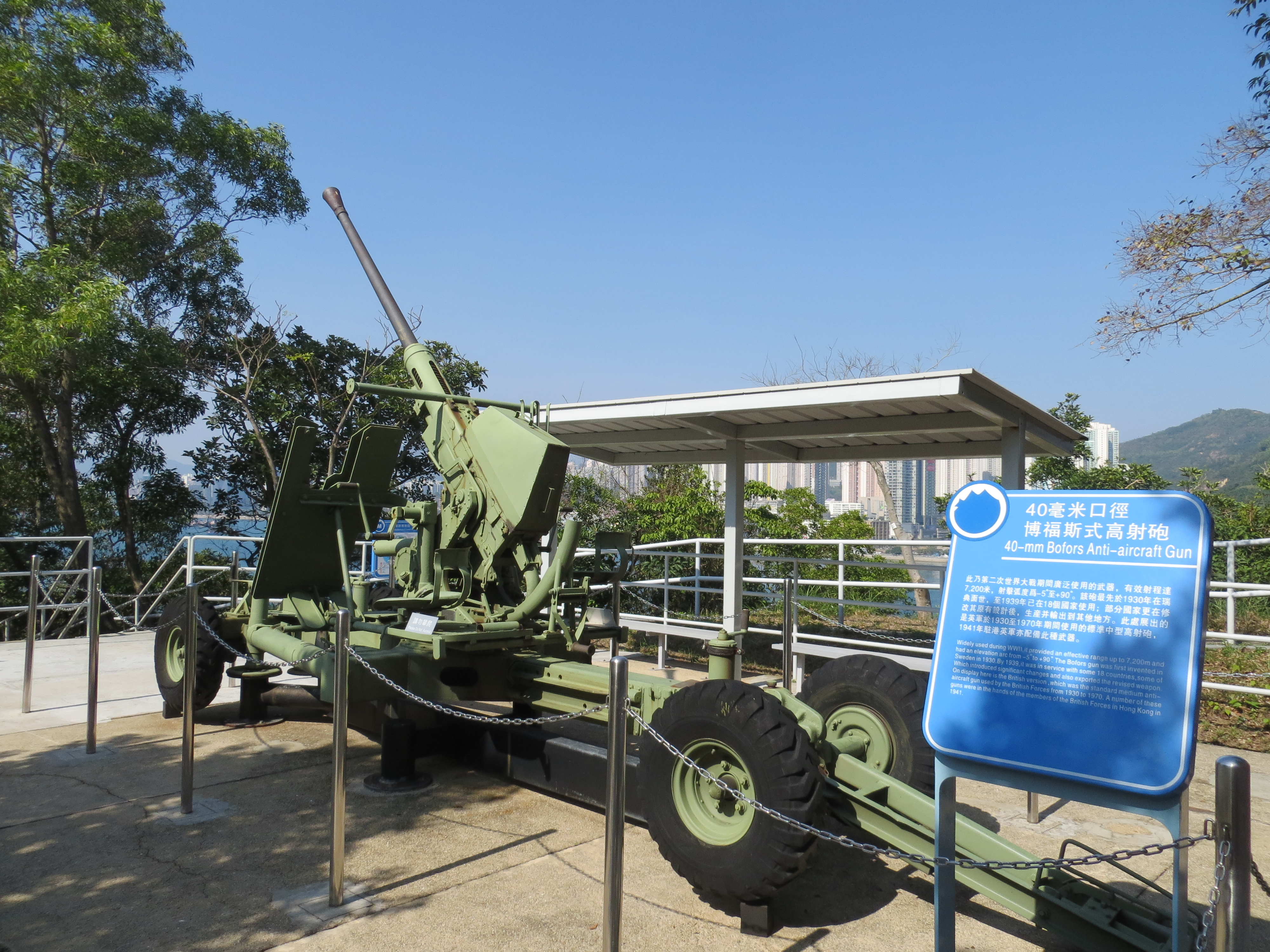
在戶外展示的博福斯40毫米口徑高射炮
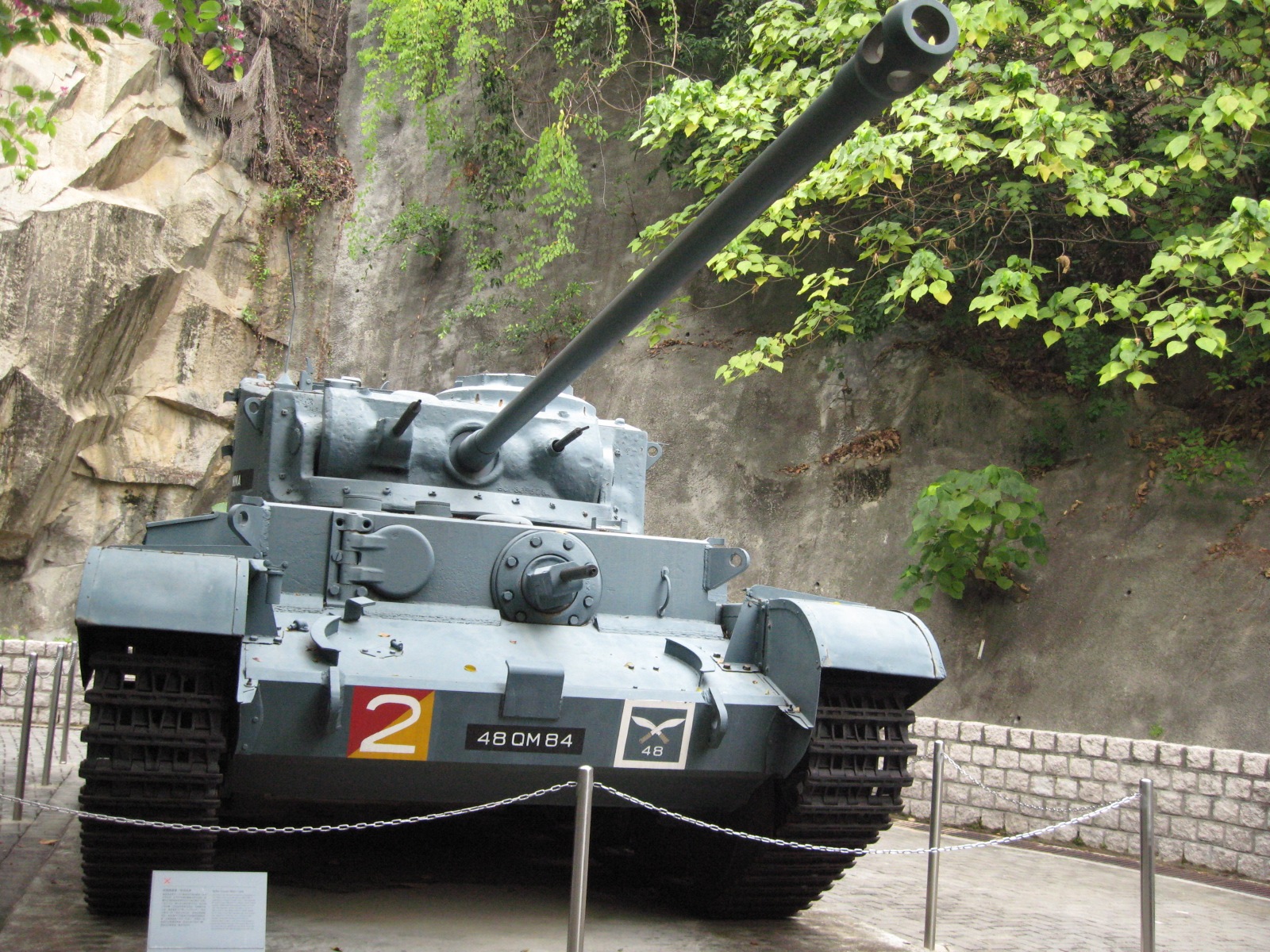
在戶外展示的彗星坦克
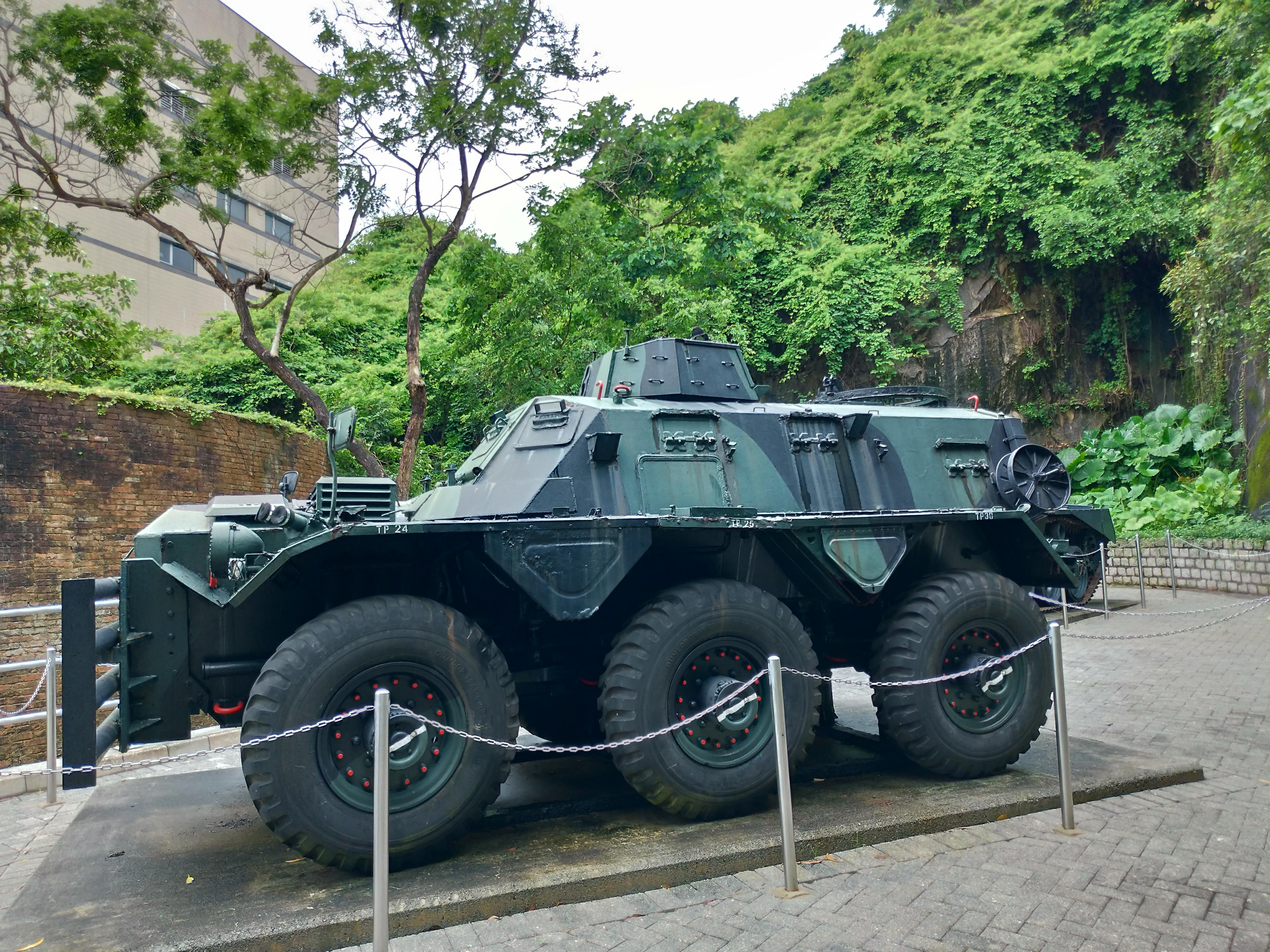
在戶外展示的皇家香港軍團曾裝備的撒拉森裝甲車
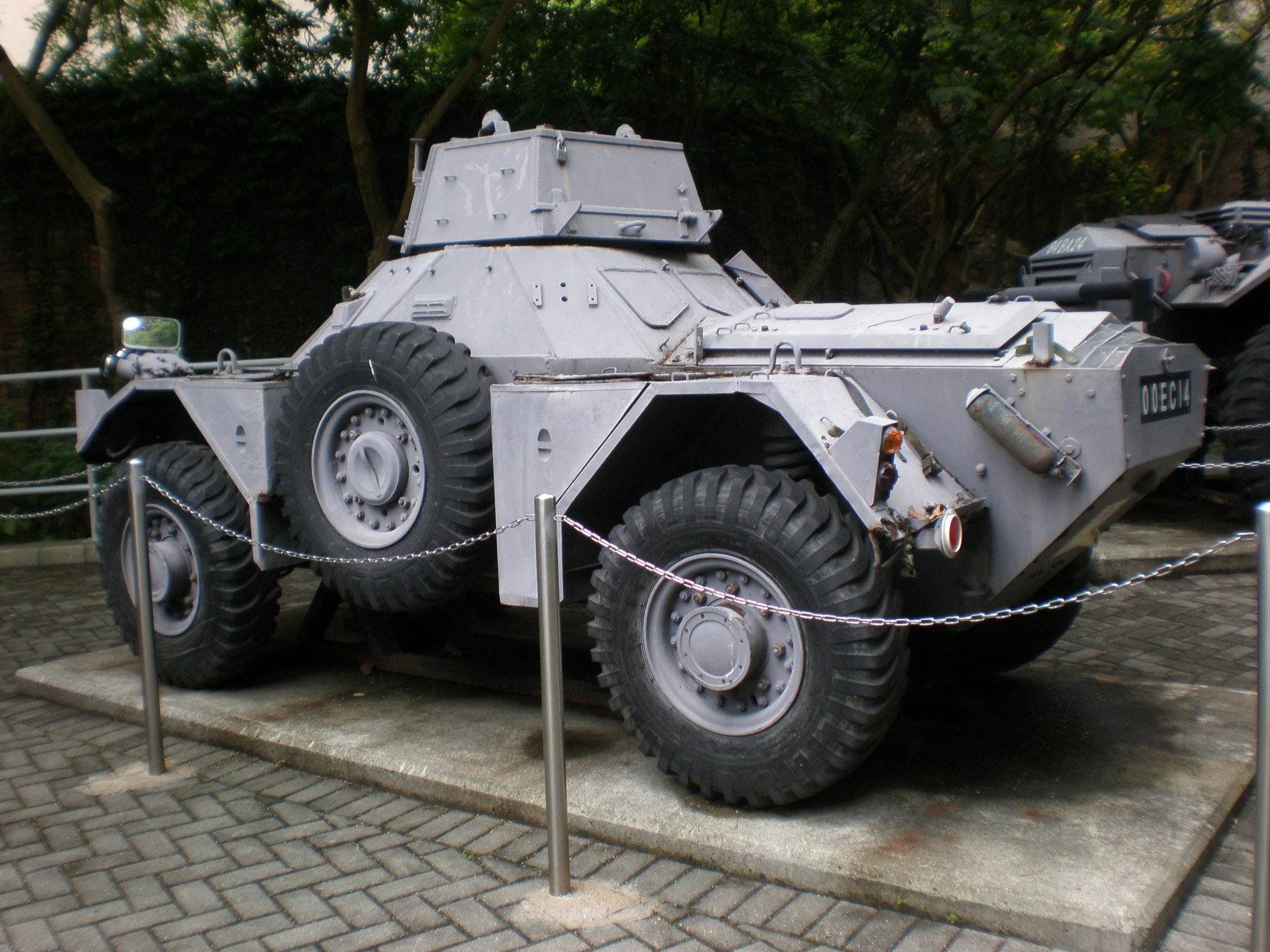
在戶外展示的皇家香港軍團雪貂裝甲車
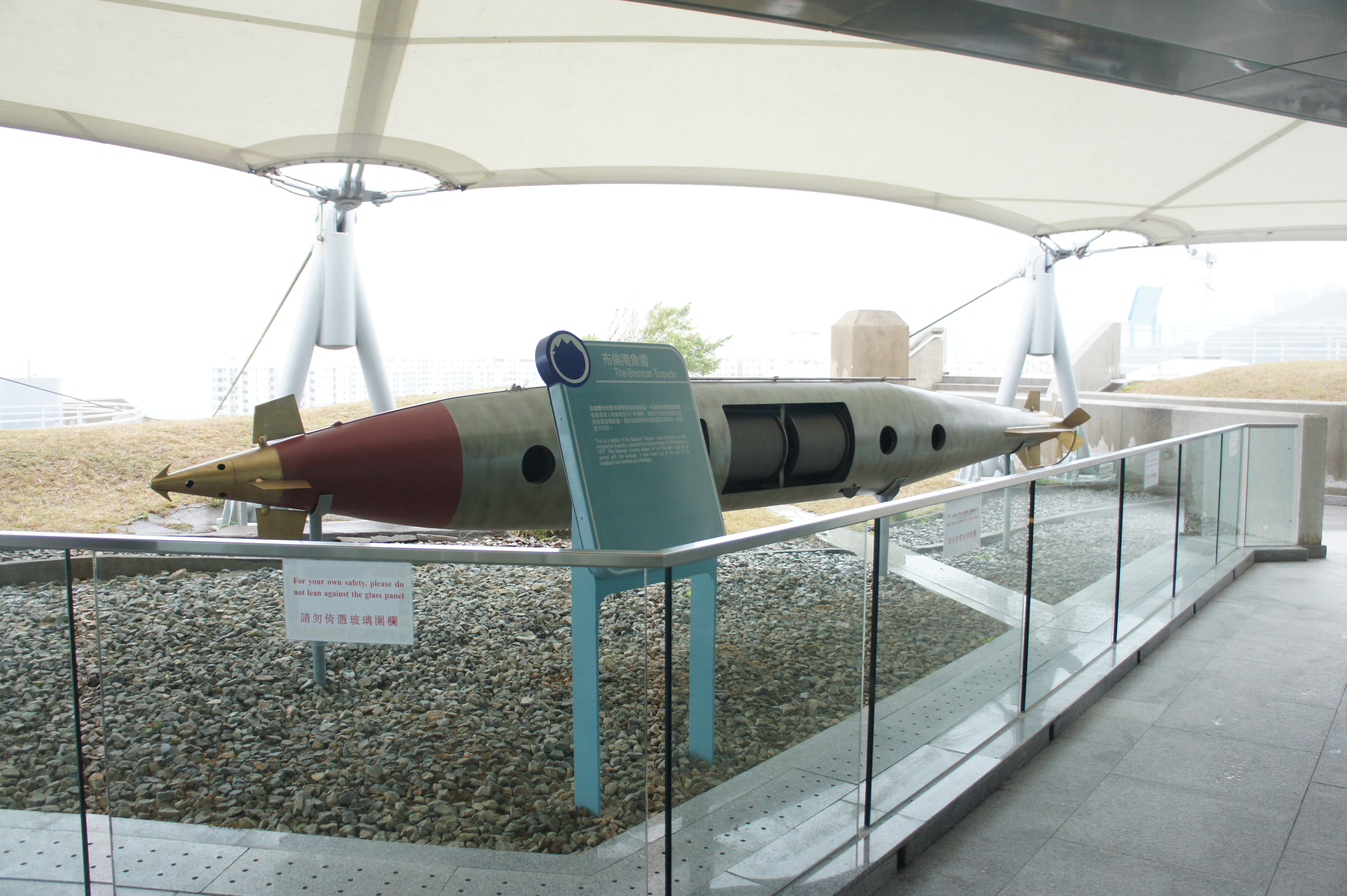
展示布倫南魚雷內部構造的複製品
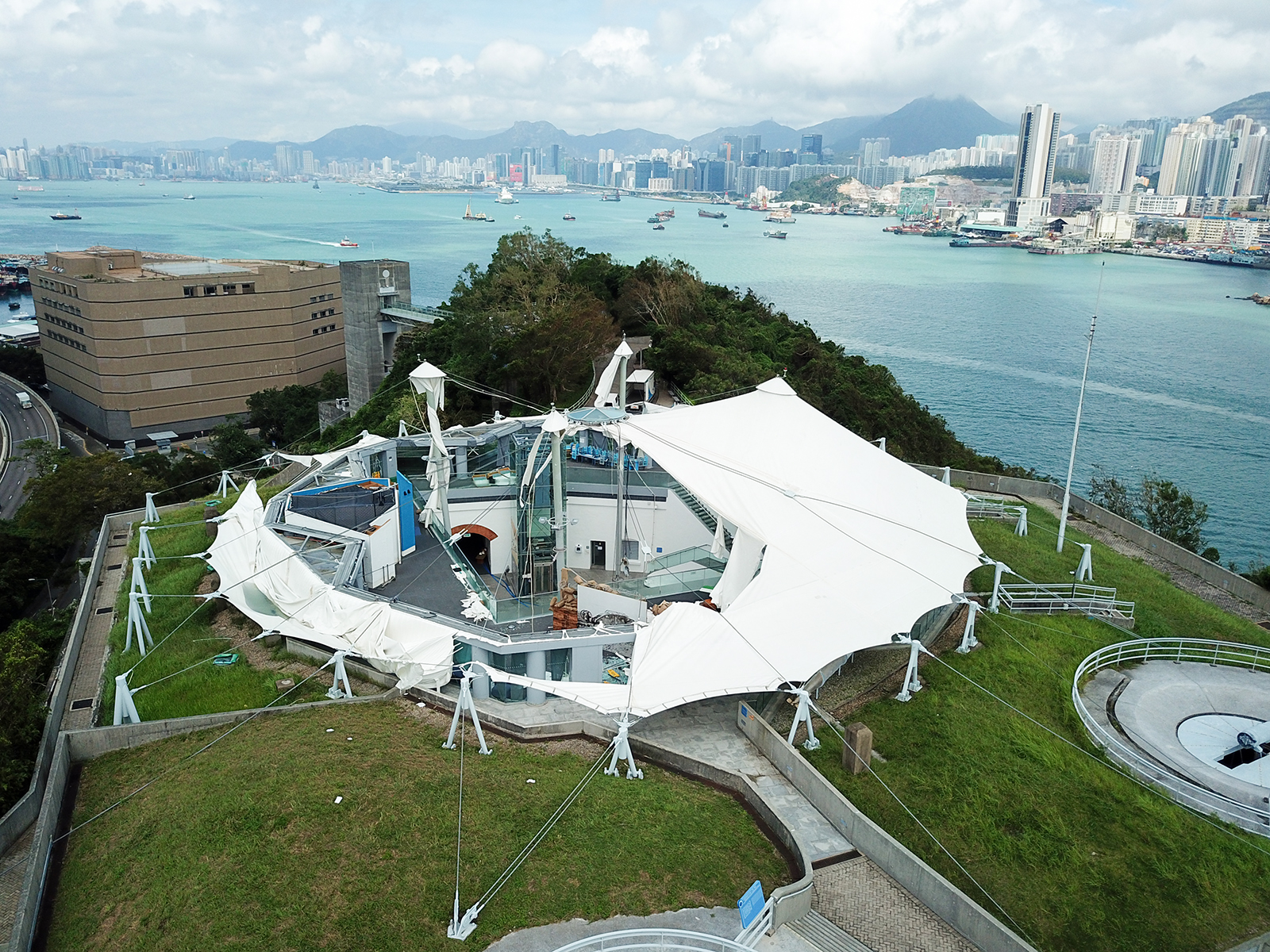
帳蓬天幕遭到遭到強颱風山竹嚴重破壞

## 專題展覽
- 2024年9月4日至2025年7月2日，香港抗戰及海防博物館、深圳東江縱隊紀念館與中國文化名人大營救紀念館聯合籌劃名為「攜手抗敵：東江縱隊在深港地區的抗戰活動」展覽，展出東江縱隊在深圳和香港兩地的抗戰活動時的出珍貴文物、歷史照片和口述歷史訪問。

## 建築
1. 堡壘：於1887年興建，是鯉魚門要塞的核心地點。
2. 中央炮台：於1887年建成，展覽的大炮闊7呎、射程達3,600米。
3. 西炮台：於1887年建成，展覽兩門於金鐘打撈出闊9呎的7吋阿姆斯特朗大炮（英语：RBL 7 inch Armstrong gun），射程達5,400米。
4. 布倫南魚雷發射站：於1892年及1894年分別建成。
5. 鯉魚門渡口炮台：於1892年興建，這炮台是用來防止快艇、魚雷的突襲。

## 入場費
香港抗戰及海防博物館原須要購票入場，其後逢週三免費入場。自2016年8月1日起無須購票，免費開放予所有公眾人士參觀，此前成人票價10元，長者、學生、小童及殘疾人士可以用優惠價5元購買入場。

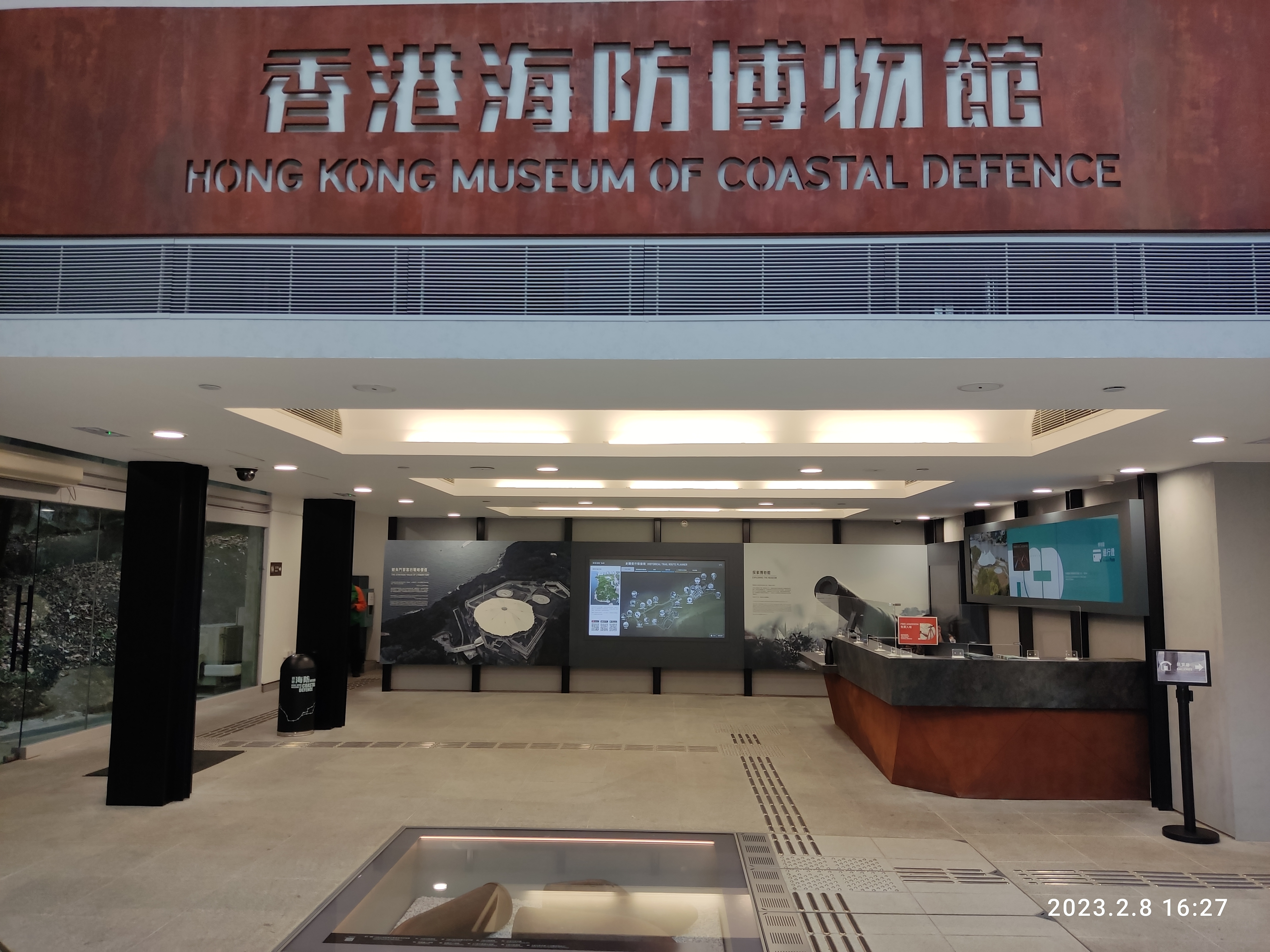
翻新後的入口大堂
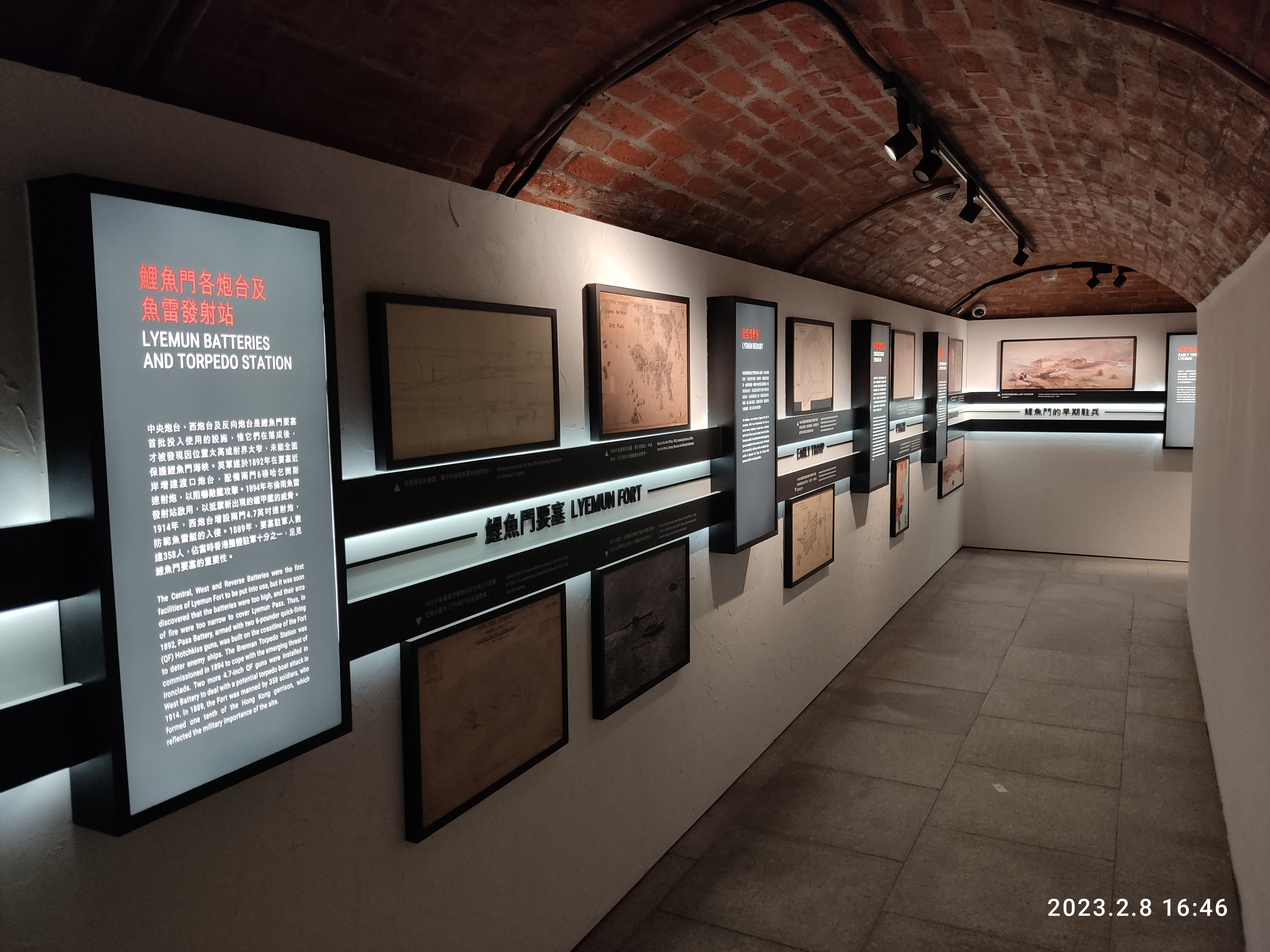
「鯉魚門炮台」展覽廳
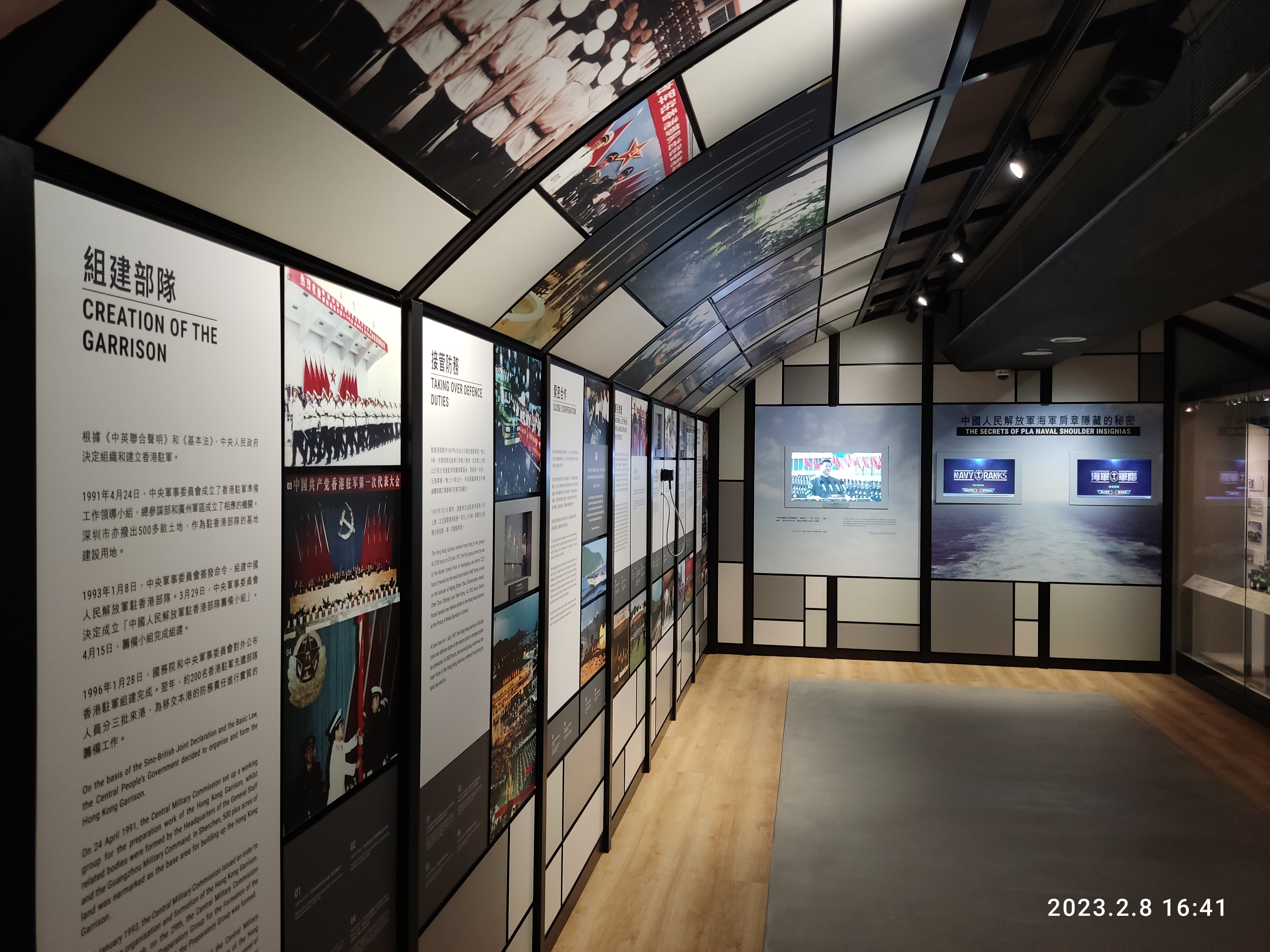
中國人民解放軍駐香港部隊

## 停車場
博物館設有私家車停車場，由上午10時至下午5時開放（逢星期四、農曆新年年初一及年初二除外）。每位參觀者可免費停車3小時。

## 外部連結
- 香港海防博物館 （页面存档备份，存于）
- 香港海防博物館展覽 （页面存档备份，存于）
- 香港海防博物館相片 （页面存档备份，存于）
- 香港航空青年團儀仗中隊在海防博物館的步操表演 （页面存档备份，存于）
- 【筲箕灣好去處】軍事迷的浪漫 香港海防博物館︱kennechu.info （页面存档备份，存于）